# Ortún Velázquez de Velasco
Ortún Velázquez de Velasco (Cuéllar, siglo XVI-Pamplona, 4 de noviembre de 1584) fue un noble, militar, político y conquistador español en el Nuevo Reino de Granada (Colombia), en Venezuela y en el Perú, y fundador junto a Pedro de Ursúa de la ciudad de Pamplona y otros lugares, como Guaca y Cácota de Velasco.

## Primeros años
Nació en la villa segoviana de Cuéllar a principios del siglo XVI en el seno de una familia nobiliaria. Los genealogistas no le atribuyen una afiliación concreta, sino que le hacen pertenecer a la familia y casa de Gutierre Velázquez de Cuéllar, canciller mayor de Castilla, a través de su hijo Juan Velázquez de Cuéllar, contador mayor de los Reyes Católicos, casado con María de Velasco y Guevara, sobrina de Pedro Fernández de Velasco, VI Condestable de Castilla, II Conde de Haro, en cuyo matrimonio se originó la rama del apellido Velázquez de Velasco.
Siguiendo la tradición familiar, entró al servicio de la Corte de la Corona de Castilla, donde ya se encontraba sirviendo a los quince años. Comenzó su carrera militar en Italia, país que visitó en dos campañas, y siendo capitán del emperador Carlos V posiblemente participase en la batalla de Villalar (1521). Posteriormente se halló en Alemania en la batalla de Frankenhausen (1525) contra Jorge de Sajonia, duque de la Sajonia Albertina, y finalmente en la guerra de Hungría, en el sitio de Viena (1529), cuando Fernando I de Habsburgo solicitó la ayuda de su hermano Carlos I de España en la guerra contra los turcos.

## Viaje a Indias
Continuando su carrera militar pasó a Indias, concretamente a la provincia de Santa Marta. Allí fue nombrado veedor de la gente del general Gonzalo Jiménez de Quesada, y partió a una excursión hacia el interior del territorio siguiendo el curso del río Magdalena, con la intención de alcanzar el Perú, pero el bergantín en el que viajaba se perdió a la entrada del río. Llegó a Cartagena de Indias, y desde allí regresó a Santa Marta, donde fue nombrado por Alonso Luis de Lugo (hijo de Pedro Fernández de Lugo) en 1541 regidor de la ciudad de Tunja, tal y como había acordado con el rey antes de partir a Indias, y en 1547 le fue concedido el título de teniente de gobernador de la ciudad.
Fue enviado en comisión por Miguel Díez de Armendáriz y en calidad de capitán principal en la compañía del general Pedro de Ursúa a reconocer el norte del Nuevo Reino de Granada, fundando conjuntamente el 1 de noviembre de 1549 la ciudad de Pamplona. Más tarde fue nombrado capitán conquistador de la provincia de Sierra Nevada de Santa Marta, descubriendo las minas del páramo de Suratá, y fundando la población de Cácota de Velasco en 1550 y la de Guaca el 12 de abril de 1553, y por su mandato fueron poblados los lugares de Santiago de los Caballeros de Mérida, Ocaña y San Cristóbal.
El arzobispo de Bogotá, Juan de los Barrios le nombró obrero mayor de la iglesia parroquial de Pamplona en 1566, y fue el primer patrón del convento de Santa Clara. En 1545 casó en Tunja con Luisa de Montalvo, sobrina de Pedro de Heredia, pasa apaciguar las pasiones entre los conquistadores a sugerencia del Oidor y Gobernador Miguel Diaz de Armendáriz, de quien tuvo por hijos a:  
1. Juan Velázquez de Velasco y Montalvo, sucesor de su padre y gobernador y capitán general de la provincia de La Grita.[3]
2. María Velázquez de Velasco y Montalvo, casada en primeras nupcias con Juan Maldonado, conquistador en Venezuela; en segundas con Juan de Puelles de la Esperanza, también conquistador; y en terceras nupcias con Cristóbal de Araque, sin sucesión de ningún matrimonio. Fue fundadora del convento de Santa Clara de Pamplona, y su segunda patrona.[4]
3. Magdalena Velázquez de Velasco, que una vez viuda de su marido Rodrigo de Cifuentes, fundó junto con su hermana el convento de Pamplona, y más tarde con su sobrina Ana Sicilia de San José, el convento de Santa Clara de Cartagena de Indias.[4]